# 飯塚浩彦
飯塚 浩彦（いいづか ひろひこ、1957年（昭和32年）9月15日 - ）は、日本のジャーナリスト、実業家。産業経済新聞社（産経新聞社）取締役会長、関西テレビ放送取締役。

## 来歴・人物
兵庫県生まれ。滋賀大学経済学部卒業。
1981年（昭和56年）、産経新聞社に入社。社会部記者、社会部や経済部のデスクなどを経て、2005年大阪本社編集局次長兼社会部長、2009年大阪本社編集局長兼写真報道局長。
2011年（平成23年）取締役東京本社編集局長、2013年常務取締役、2015年専務取締役。この間、2014年に日本新聞協会編集委員会の代表幹事を務める。

### 社長時代
2017年（平成29年）6月、代表取締役社長に就任し 、僚紙『フジサンケイ ビジネスアイ』を発行する日本工業新聞社会長にも就いた。
2021年（令和3年）8月、大阪本社管内の複数の販売所が、景品表示法が定める上限額を超えるビールや米などの景品を購読者に提供し、本社も推奨・容認していたとされる問題を受け、産経新聞社は飯塚を3カ月間、減俸30％とするなど役員3人と幹部社員5人に対する処分を発表した。
2022（令和4年）5月、ロシアのウクライナ侵攻に伴うロシア政府による日本への報復措置（ロシア連邦への日本政府の政策に対する報復措置に関してのロシア外務省声明）によって、ロシア連邦への入国を恒久的に禁止された。6月代表取締役会長に退く。